# Hoogeloon, Hapert en Casteren

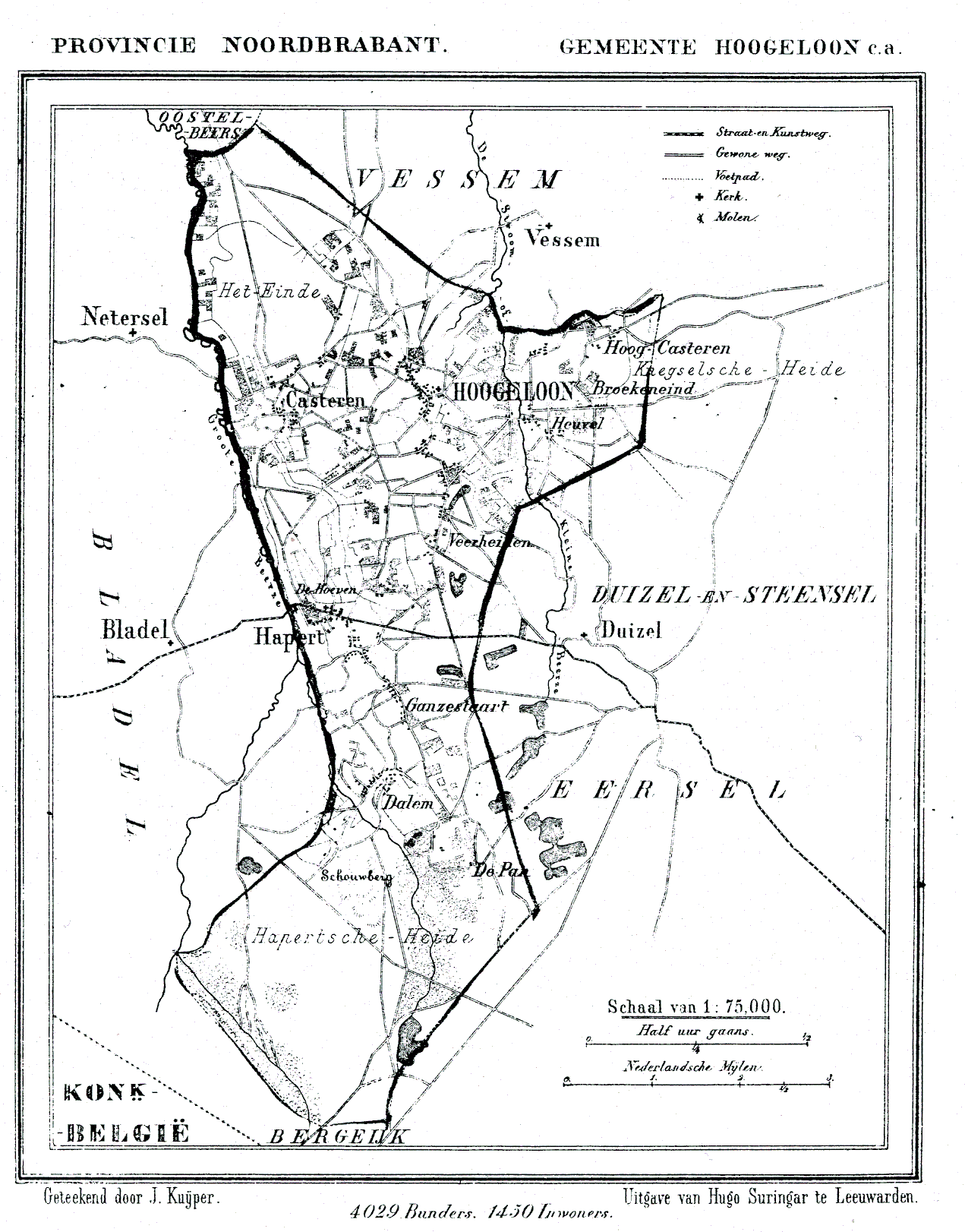
Carte de Hoogeloon, Hapert en Casteren en 1867

Ancienne commune des Pays-Bas, de la province du Brabant-Septentrional, la commune de Hoogeloon, Hapert en Casteren a été indépendante jusqu'au 1er janvier 1997, date de sa fusion avec l'ancienne commune de Bladel en Netersel. La nouvelle commune ainsi créée s'appelle Bladel, du nom de son chef-lieu.
La commune était composée des villages de Casteren, de Hapert et de Hoogeloon et plusieurs hameaux, dont les principaux sont Dalem et Hoogcasteren. En 1840, la commune comptait 259 maisons et 1 398 habitants, dont 459 à Hoogeloon, 167 à Hoogcasteren, 347 à Hapert, 152 à Dalem et 273 à Casteren.